# Couvent d'Abrillac
Les ruines de l'ancien couvent d'Abrillac est un couvent fondé au début du XIVe siècle dans la forêt d'Abrillac à Beynac-et-Cazenac, dans le département de la Dordogne.

## Histoire
L'église paroissiale de Beynac se trouvait au centre du bourg. Elle était desservie par des Augustins. Probablement début du XIVe siècle les Augustins ont abandonnè leur église de Beynac pour fonder dans les bois d'Abrillac le prieuré d'Abrillac qui a alors servi d'église paroissiale jusqu'à l'époque où la chapelle castrale est devenue église paroissiale. 

## Protection
Les ruines et le sol du prieuré de l'ancien couvent des Augustins dans la forêt d'Abrillac ont été classés au titre des Monuments historiques le 5 décembre 1984.

## Description
Le prieuré était un bâtiment rectangulaire dont il ne reste que quelques pans de murs dans lesquels s'ouvrent des fenêtres trilobées à colonnettes. Le mur nord présente les vestiges d'une cheminée monumentale et une archère. Pierre Garrigou Granchamp a fait remarquer que les fenêtres géminées se sont simplifiées à la fin du XIVe siècle avec des lancettes trilobées inscrites dans un cadre rectangulaire. Le décor sculpté s'est simplifié et les feuillages ont disparu des baies.